# رضا رفیع (طنزپرداز)
رضا رفیع (زادهٔ ۶ مرداد ۱۳۴۷ در تربت حیدریه) نویسنده، طنزپرداز، روزنامه‌نگار و مجری ایرانی است. تحصیلات او کارشناسی ارشد زبان و ادبیات فارسی است. اگر چه رفیع سال‌ها در مطبوعات فعالیت مستمر داشته اما حضور او به عنوان سردبیر و مجری در برنامهٔ قندپهلو و حیاتی و مماتی از شبکه اینترنتی روستا تی وی باعث محبوبیت و شهرت بیش از پیش او شد و با حضور در فصل سوم مسابقه شب‌های مافیا به شهرت بیشتر او دامن زد. وی برادر جلال رفیع است.

## زندگی شخصی و حرفه‌ای
محمدرضا رفیع زاده معروف به رضا رفیع در ششمین روز مرداد سال ۱۳۴۷ هجری خورشیدی در ۱۴۰ کیلومتری جنوب مشهد در تربت حیدریه به دنیا آمد. پدرش، محمود رفیعی زاده، کارمند فرهنگی آموزش و پرورش و برادرش جلال رفیع نویسنده، طنزپرداز و مشاور فرهنگی و رسانه‌ای ست.
رفیع در عرصهٔ طنز و طنازی، با هر دو وجه نظم و نثر پیشرو در جشنواره کشوری بوده‌ است. او در سومین جشنواره طنز مکتوب، داور بخش نثر بود.
او از سال ۱۳۸۴ مسئولیت «خانه هنرمندان که به صورت ماهانه (اولین شنبه هر ماه) برگزار می‌شود را بر عهده داشته است.

## کتاب‌ها
- حرف اضافه | مجموعه نثرهای طنز از سال ۸۱ تا ۸۳ | نشر اطلاعات | چاپ اول ۱۳۸۴، چاپ دوم ۱۳۹۰[۴]
- بزن در رو | گزیده‌ای از نثرهای طنز چاپ شده در روزنامه جام جم | در دست چاپ
- طنز و تغزل | مجموعه غزلیات طنزآمیز در نیمه دوم دهه هفتاد | در دست چاپ
- آب در هاون | مجموعه طنزهای منثور از سال ۸۴ تا ۸۵ | در دست چاپ
- باد در غربال | مجموعه طنزهای منثور از سال ۸۶ تا ۸۷ | در دست چاپ
- دایرهٔ بی زنگ | مجموعه طنزهای منثور از سال ۸۸ تا ۸۹ | در دست چاپ
- مشت بر سندان | مجموعه طنزهای منثور از سال ۹۰ تا ۹۱ | در دست چاپ

## نمونه‌ای از اشعار
روزگاری، بگو هَفَشدَه سال
پیش از اینها که رفته‌ام از یاد
یک هنرمند فاقد مسکن
رفت پیش وزارت ارشاد
چون دم در رسید، با خود گفت
می‌روم تو، هر آنچه بادا باد
نوک بینیّ خود گرفت و برفت
راست پیش وزیر و صاف اِستاد
گفت: «در روز اول خلقت
که خدا این جهان نمود آباد،
چون به مستضعفین زمین بخشید
اسم این جانب از قلم افتاد
حال البتّه با کمی تأخیر
من به خدمت رسیده‌ام دلشاد
تا مگر قطعه‌ای زمین بخشید
بروم منزلی کنم ایجاد»
گفت با وی وزیر با لبخند:
«بنده از دیدن شمایم شاد
چون هنرمند قدر می‌بیند
باید الحق به صدر بنشیناد
می‌نویسم زمین به اسم الآن
می‌دهم خدمت شما استاد»
آنگه از قطعه هنرمندان
قطعه‌ای هم به شخص ایشان داد